# Ralph Scheide

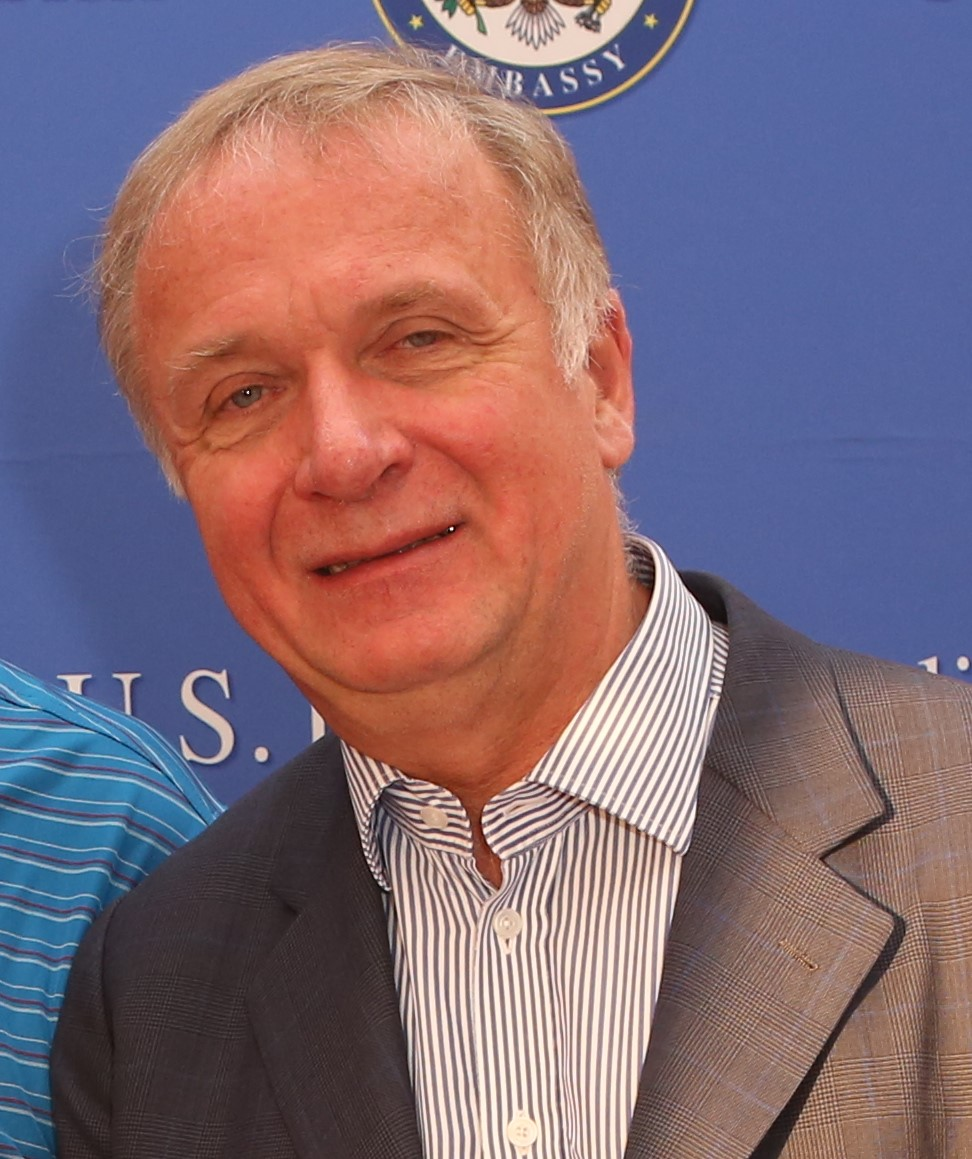
Ralph Scheide (2014)

Ralph Scheide (* 15. Februar 1951 in Wien) ist ein österreichischer Diplomat.

## Leben
Ralph Scheide besuchte von 1961 bis 1969 die Theresianische Akademie in Wien und leistete in den Jahren 1969 bis 1970 den Präsenzdienst als Einjährig-Freiwilliger.
Er studierte Rechtswissenschaft an der Universität Wien und Sprache an der Universität Lausanne, anschließend absolvierte er von 1974 bis 1975 die juristische Gerichtspraxis.
Scheide trat 1975 in den auswärtigen Dienst der Republik Österreich ein. Er wurde von 1976 bis 1980 an der Österreichischen Botschaft in Moskau (Russland) beschäftigt.
Nach einer Verwendung bei der Ständigen Vertretung beim Büro der Vereinten Nationen und den Spezialorganisationen in Genf war er von 1984 bis 1987 in der wirtschaftspolitischen Sektion des Außenministeriums in Wien tätig. Von 1987 bis 1992 war er Referent des Bundespräsidenten Kurt Waldheim und leitete von 1992 bis 1994 das Generalsekretariat des Außenministeriums.
Von 1994 bis 1997 war er Kabinettsvizedirektor der Österreichischen Präsidentschaftskanzlei bei Thomas Klestil.
Erneut auf einen Botschafterposten wurde Scheide von 1998 bis 2001 als Botschafter für die Türkei nach Ankara berufen. Wieder zurück in Wien leitete er von 2002 bis Dezember 2009 die Abteilung Naher und Mittlerer Osten und Afrika des Außenministeriums und war ab Dezember 2003 auch stellvertretender Sektionsleiter der politischen Sektion des Außenministeriums. Von 2009 bis Jänner 2015 war Scheide Botschafter in Berlin für Deutschland und wechselte im Anschluss bis Ende 2016 als Botschafter für Ungarn nach Budapest.